# Аджам (письменность)
Аджам, аджамия (араб. عجمية‎) — письменность у некоторых неарабских народов на основе арабского алфавита.

## Дагестанские языки
Использовалась до 1928 года, когда в рамках проекта по латинизации была введена письменность на основе латинского алфавита («Новый дагестанский алфавит»), а затем через 10 лет, в 1938 году, уже в рамках кириллизации на основе кириллицы.
Вот что об этом написано в книге Г. Б. Муркелинского «Грамматика лакского языка», изданной в 1971 году:
«В настоящее время лакский литературный язык пользуется алфавитом, составленным на основе русской графики. Алфавит этот разработан в 1938 году. До того лакский литературный язык пользовался, как и другие языки Дагестана, латинским алфавитом с дополнительными диакритическими знаками; этот последний в свою очередь исторически пришёл на смену арабскому алфавиту, которым лаки пользовались до 1928 года».
М. Г. Магомедов пишет в «Истории аварцев»:
«Процесс утверждения ислама и арабо-мусульманской культуры в Аварии, в Чечне, начался с XVI в. К этому периоду относится и возникновение местной аджамской письменности и письменной литературы. Известные исследователи арабоязычной литературы М.-С. Саидов и М. Гайдарбеков отмечают, что в XIV—XVII вв. в аварских и чеченских районах были учёные, которые имели свои трактаты или комментарии к работам по законоведению, хадисо-ведению и грамматике арабского языка. Среди них известный шейх Асельдер из Аркаса (XIV в.), шейх Берс из Курчали (XV в.), дарвиш Имададин из Тануси (XV в.), Адам бен-Кирхаиб из Хунзаха (XV в.), Али-мирза из Анди (XV в.), Шахбан из Обода и др.»
В «Тарихи Кызларкала» в комментариях к предисловию переводчика указано: «Аджам — в Дагестане: арабографическое письмо, приспособленное для записи текстов на каком-либо из неарабских языков».
См. также: аварский алфавит, даргинская письменность, кумыкская письменность, лакская письменность, лезгинская письменность, рутульская письменность, табасаранская письменность, чеченская письменность

## Поволжские тюрки
Использовался как литературный язык среди мусульманских поволжских народов до 1928 года, когда советской властью была проведена латинизация.
На нём созданы такие произведения старотатарской литературы, как «Гулистан бит-тюрки» Сейфа Сараи, «Мухаббат-наме» ал-Хорезми, «Хосров и Ширин» Кутба, «Нахдж ал-фарадис» Махмуда ас-Сараи ал-Булгари, «История пророков» Рабгузи, «Тухваи-Марда́н» и «Нуры Соду́р» Мухамедьяра, стихи Мавля Колыя и многие другие. Известными представителями суфийской поэзии на поволжском тюрки XIX века были Манди Кутуш Кыпсаки, Таджетдин Ялчыгул, Абульманих Каргалы, Хибатулла Салихов, Шамсетдин Заки, Гали Сокорой, большое количество других религиозных работ.
См. также: Старотатарский язык

## Аджам в Африке
Аджам используется (наряду с латиницей) для записи некоторых африканских языков — среди них хауса (такая запись используется на некоторых нигерийских банкнотах) и волоф.